# Molophilus duplex
Molophilus duplex là một loài ruồi trong họ Limoniidae. Chúng phân bố ở miền Australasia.